# HD 43848 b
HD 43848 b – brązowy karzeł lub gwiazda o bardzo niskiej masie krążąca po mocno wydłużonej orbicie wokół gwiazdy HD 43848. Obiekt położony jest w gwiazdozbiorze Gołębia i oddalony o ponad 37 parseków od Ziemi.
Jego odkrycie ogłoszono w 2008, jego minimalną masę szacowano wtedy na około 25 MJ. Zespół J. Sahlmanna w pracy opublikowanej w 2011 podaje, że masa obiektu wynosi ok. 102 MJ, czyli ok. 0,10 M☉.